# Alois Langweil
Alois Langweil (hebrejsky אנשל לאנגווייל‎, 2. března 1817 Budyně nad Ohří – 16. října 1893 Slaný) byl židovský obchodník a továrník, zakladatel podniku Alois Langweil, obchod kožemi ve velkém a továrna na svršky ve Slaném.  V letech 1885 až 1893 starosta židovské náboženské obce ve Slaném. 

## Život
Narodil se rodině Daniela Langweila (1778–1848) a Sarah Langweil (roz. Pick) (1789–1879) v Budyni nad Ohří. Byl nejstarším z jejich pěti potomků. Roku 1842 uzavřel sňatek s Charlotte Sara Lederer (1819–1892) z Libochovic, společně měli sedm dětí.
Alois Langweil provozoval obchod s kůžemi, který v roce 1860 rozšířil založením první větší továrny na obuvnické svršky ve Slaném. Podnik úspěšně exportoval výrobky do zahraničí, zejména do Německa, Francie, Nizozemska, Švýcarska, Dánska a dokonce i na ostrov Mauricius. Na konci 19. století zaměstnávala Langweilova továrna přibližně 25 až 30 dělníků.  Rodinný podnik později převzal nejmladší syn Richard Langweil. 

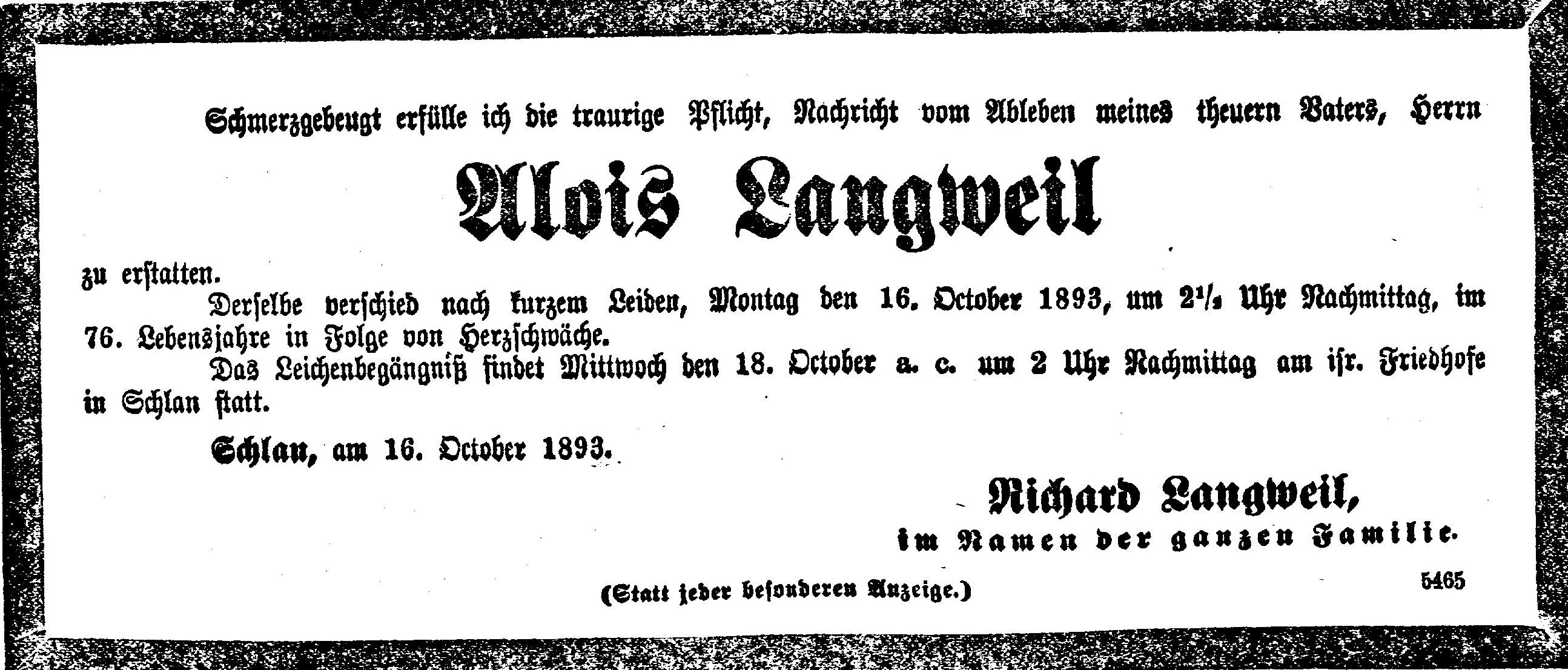
Oznámení o úmrtí Aloise Langweila (Prager Tagblatt, 17. října 1893)

Charlotte Langweil zemřela 5. února 1892, její manžel Alois Langweil zemřel 16. října 1893.  Oba jsou pochováni na židovském hřbitově ve Slaném. Jejich nejstarší syn Karl (1843–1915), obchodník s uměním, uzavřel sňatek s Florine Ebstein. Jejich dcera Berthe (1886–1971), provdaná Noufflard, byla malířkou.
Ve sbírkách Židovského muzea v Praze se nachází pláštík na Tóru, který slánské synagoze věnovali manželé Alois a Charlotte Langweilovi roku 1875.